# Lijst van Belgische adelsverheffingen 1939
Personen die in 1939 in de Belgische adel werden opgenomen of een adellijke titel verwierven.

## Baron
- Gaston Donnay de Casteau (1876-1963), luitenant-generaal, erfelijke adel en de titel baron, overdraagbaar bij eerstgeboorte.
- Jonkheer Léon Rolin (1871-1950), de titel baron, overdraagbaar bij eerstgeboorte.
- Jonkheer Daniel Rolin (1884-1968), de titel baron, overdraagbaar bij eerstgeboorte.
- Jonkheer Jean-Paul Rolin (1890-1964), de titel baron, overdraagbaar bij eerstgeboorte.
- Jonkheer Etienne Rolin (1891-1966), de titel baron, overdraagbaar bij eerstgeboorte.
- Ridder Paul de Schaetzen (1868-1958), magistraat, de persoonlijke titel baron.
- Ridder Joseph de Schaetzen (1870-1940), de persoonlijke titel baron, overdraagbaar bij eerstgeboorte.
- Jonkheer Léon Solvyns (1893-1951), de titel baron, overdraagbaar bij eerstgeboorte.
- Jonkheer Jacques Verhaegen (1899-1974), de titel baron, overdraagbaar bij eerstgeboorte.
- Jonkheer Etienne Verhaegen (1890-1990), de titel baron, overdraagbaar bij eerstgeboorte.
- Jonkheer Philippe van Zuylen (1914-1975), de titel baron, overdraagbaar bij eerstgeboorte.
- Jonkheer Jacques van Zuylen (1902-1968), de titel baron, overdraagbaar bij eerstgeboorte.

## Ridder
- Jonkheer Hubert Scheyven (1898-1971), de titel ridder, overdraagbaar bij eerstgeboorte.

## Jonkheer
- Maurice Beeckmans de West-Meerbeeck (1876-1952), erfelijke adel.
- Fernand van Ackere, ingenieur, senator, erfelijke adel. In 1951 de titel van baron, overdraagbaar bij eerstgeboorte.
- André de la Hamaide (1883-1971), erfelijke adel.